# John T. Reitz
Pour les articles homonymes, voir Reitz.
John T. Reitz est un ingénieur du son américain.

## Biographie
Il a remporté un Oscar pour le meilleur son et a été nommé pour quatre autres dans la même catégorie. Il a travaillé sur plus de 180 films depuis 1976.

## Filmographie (sélection)
- 1977 : La Fièvre du samedi soir (Saturday Night Fever) de John Badham
- 1978 : Les Moissons du ciel (Days of Heaven) de Terrence Malick
- 1979 : L'Évadé d'Alcatraz (Escape from Alcatraz) de Don Siegel
- 1980 : Y a-t-il un pilote dans l'avion ? (Airplane!) de Jim Abrahams, David Zucker et Jerry Zucker
- 1980 : Bronco Billy de Clint Eastwood
- 1982 : Honkytonk Man de Clint Eastwood
- 1983 : Risky Business de Paul Brickman
- 1984 : Footloose d'Herbert Ross
- 1985 : L'Honneur des Prizzi (Prizzi's Honor) de John Huston
- 1986 : Stand by Me de Rob Reiner
- 1987 : Un ticket pour deux (Planes, Trains and Automobiles) de John Hughes
- 1987 : Princess Bride (The Princess Bride) de Rob Reiner
- 1988 : Randonnée pour un tueur (Shoot to Kill) de Roger Spottiswoode
- 1989 : Turner et Hooch (Turner and Hooch) de Roger Spottiswoode
- 1989 : Chérie, j'ai rétréci les gosses (Honey, I Shrunk the Kids) de Joe Johnston
- 1991 : Beignets de tomates vertes (Fried Green Tomatoes) de Jon Avnet
- 1991 : La P'tite Arnaqueuse (Curly Sue) de John Hughes
- 1991 : Les Aventures de Rocketeer (The Rocketeer) de Joe Johnston
- 1992 : Les blancs ne savent pas sauter (White Men Can't Jump) de Ron Shelton
- 1993 : Quand l'esprit vient aux femmes (Born Yesterday) de Luis Mandoki
- 1995 : Alerte ! (Outbreak) de Wolfgang Petersen
- 1996 : Personnel et confidentiel (Up Close and Personal) de Jon Avnet
- 1997 : Les Pleins Pouvoirs (Absolute Power) de Clint Eastwood
- 1998 : L'Arme fatale 4 (Lethal Weapon 4) de Richard Donner
- 1999 : Matrix (The Matrix) des Wachowski
- 2000 : En pleine tempête (The Perfect Storm) de Wolfgang Petersen
- 2002 : Dommage collatéral (Collateral Damage) d'Andrew Davis
- 2003 : Matrix Revolutions (The Matrix Revolutions) des Wachowski
- 2003 : Matrix Reloaded (The Matrix Reloaded) des Wachowski
- 2004 : Troie (Troy) de Wolfgang Petersen
- 2005 : Mr. et Mrs. Smith (Mr. & Mrs. Smith) de Doug Liman
- 2006 : Lettres d'Iwo Jima (Letters from Iwo Jima) de Clint Eastwood
- 2006 : Mémoires de nos pères (Flags of Our Fathers) de Clint Eastwood
- 2006 : Superman Returns de Bryan Singer
- 2008 : Gran Torino de Clint Eastwood
- 2008 : Max la Menace (Get Smart) de Peter Segal
- 2008 : L'Échange (Changeling) de Clint Eastwood
- 2009 : Invictus de Clint Eastwood
- 2011 : J. Edgar de Clint Eastwood
- 2012 : Argo de Ben Affleck
- 2014 : American Sniper de Clint Eastwood
- 2015 : Sicario de Denis Villeneuve
- 2016 : Sully de Clint Eastwood

## Distinctions

### Récompenses
- Oscars 2000 : Oscar du meilleur mixage de son pour Matrix
- BAFTA 2000 : British Academy Film Award du meilleur son pour Matrix

### Nominations
- Oscar du meilleur mixage de son
  - en 1979 pour Les Moissons du ciel
  - en 2001 pour En pleine tempête
  - en 2007 pour Mémoires de nos pères
  - en 2013 pour Argo
  - en 2015 pour American Sniper
- British Academy Film Award du meilleur son
  - en 1979 pour La Fièvre du samedi soir
  - en 2001 pour En pleine tempête
  - en 2009 pour L'Échange
  - en 2015 pour American Sniper